# Uriel da Costa
Uriel da Costa, nato col nome di Gabriel da Costa, conosciuto anche col nome di Uriel Acosta (in ebraico אוריאל ד'אקוסטה‎?; Porto, 1585 – Amsterdam, 1640), è stato un filosofo, educatore, critico testuale e professore portoghese.
Pensatore razionalista e materialista legato con fervore alle sue radici ebraiche, famoso principalmente nelle vesti di precettore al servizio dell'illustre Baruch Spinoza fintanto che questi fu in tenera età, Uriel da Costa rimane ancora oggi un esempio di martirio per molti ebrei di fronte all'intolleranza religiosa, sia all'interno dell'ebraismo stesso che nelle altre religioni.

## Biografia

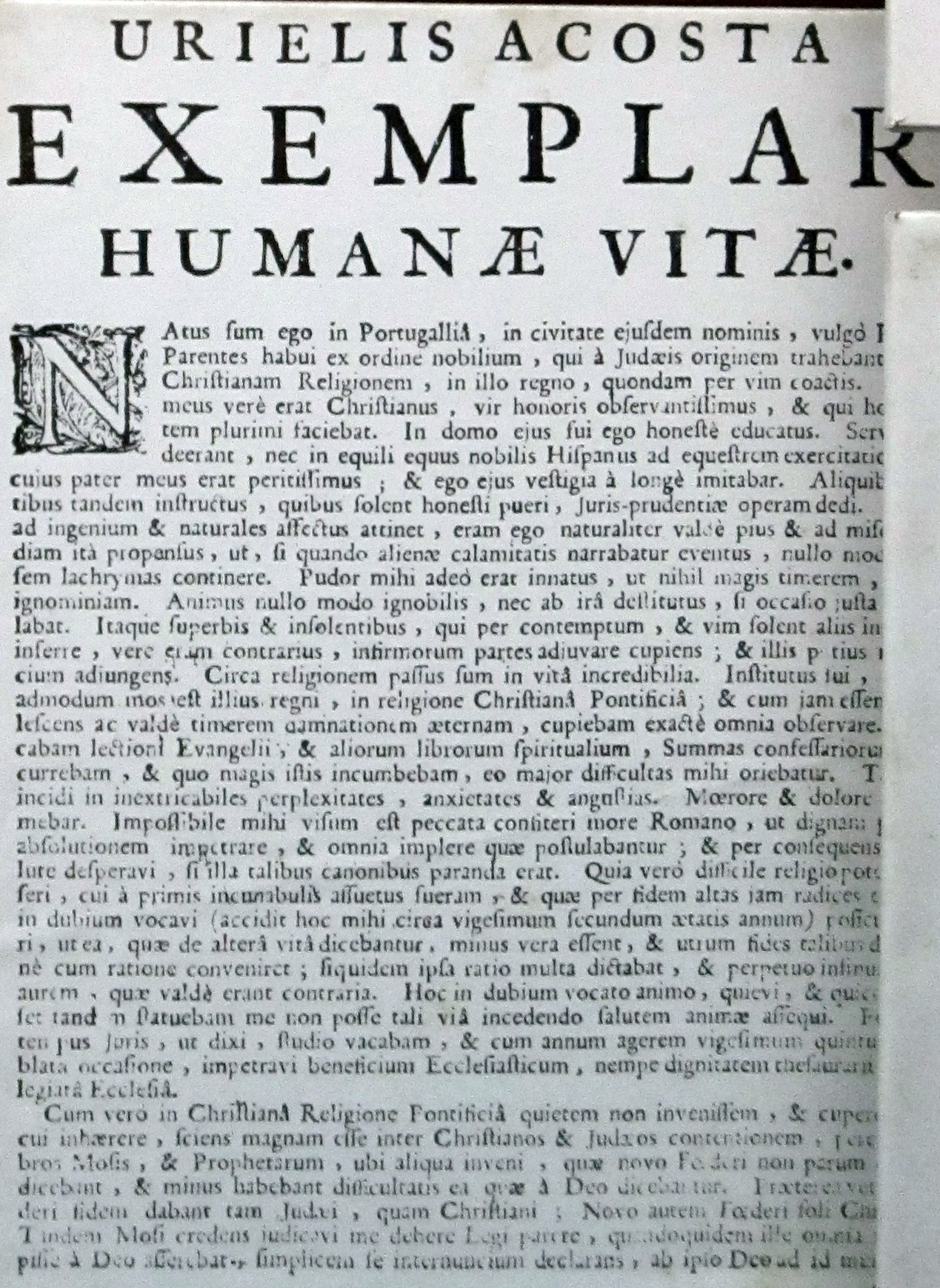
Exemplar Humanae Vitae

Nato in una famiglia di ricchi commercianti ebrei sefarditi, costretti a convertirsi al cattolicesimo dopo l'entrata in vigore del decreto di Granada e la sua estensione legislativa al di fuori della Spagna (Portogallo e Americhe), studiò teologia cristiana e diritto canonico all'Università di Coimbra, dove lavorò anche come professore. Non convinto della dottrina cristiana, attirò su di sé i sospetti dell'Inquisizione. Da Costa, con la moglie, la madre e i tre fratelli, emigrò in Olanda Settentrionale per scappare dalle persecuzioni. Stabilitisi ad Amsterdam, dove esisteva già una fiorente comunità ebraica di rifugiati, si riconvertirono tutti quanti all'ebraismo ortodosso e frequentarono insieme agli altri esuli la Sinagoga portoghese della città.
Ad Amsterdam assunse il nome di Uriel, sostituendo il nome Gabriel impostogli nel battesimo. Di idee materialiste e razionaliste, espose negli scritti le sue critiche alle dottrine e alle pratiche ebraiche: nel 1623 pubblicò l'Esame delle tradizioni farisaiche, sostenendo che l'anima muore insieme con il corpo. Censurato dalla sinagoga, si trasferì nella comunità ebraica di Amburgo, dalla quale però fu in breve espulso e tornò ad Amsterdam.
Nel 1640 da Costa raggiunse un accordo con le autorità ebraiche per rinnegare pubblicamente le proprie idee e potersi così reinserire nella comunità. Nelle sue memorie, Exemplar humanae vitae, narra in dettaglio quelle circostanze affermando che, pur avendo accettato quell'accordo, avrebbe in realtà mantenuto le proprie idee. Quel giorno, nella sinagoga, lesse pubblicamente una confessione di pentimento redatta dai rabbini; poi, legato a una colonna, ricevette 39 frustate; ancora, seduto a terra, ascoltò l'annuncio della sua riabilitazione. Infine, sdraiato nell'ingresso della sinagoga, dovette subire l'ulteriore umiliazione di essere calpestato dalla comunità dei fedeli che usciva dal tempio; solo a questo punto poté dirsi integralmente reintegrato nella comunità della “Nuova Gerusalemme”.
Nei giorni successivi a questo episodio, da Costa concluse le sue memorie, le cui ultime pagine descrivono l'episodio della punizione e della riabilitazione, e si suicidò con un colpo di pistola.

## Influenza
Secondo alcuni studiosi, l'eredità di Uriel da Costa, il suo materialismo e la sua critica ai rituali e all'ipocrisia delle religioni organizzate, fu raccolta da Spinoza, uno dei maggiori filosofi di ogni tempo. Tuttavia Spinoza, quando Da Costa si suicidò, aveva solo 8 anni. È dunque probabile che egli conobbe in modo indiretto le tesi di Da Costa. Quelle che potrebbero averlo influenzato maggiormente furono la negazione dell'immortalità dell'anima e la critica testuale alla Bibbia.

## Nella cultura di massa
La figura del filosofo portoghese ha ispirato diverse opere cinematografiche, tra cui il Uriel Acosta, film muto del 1919 diretto da Lajos Lázár.

## Opere

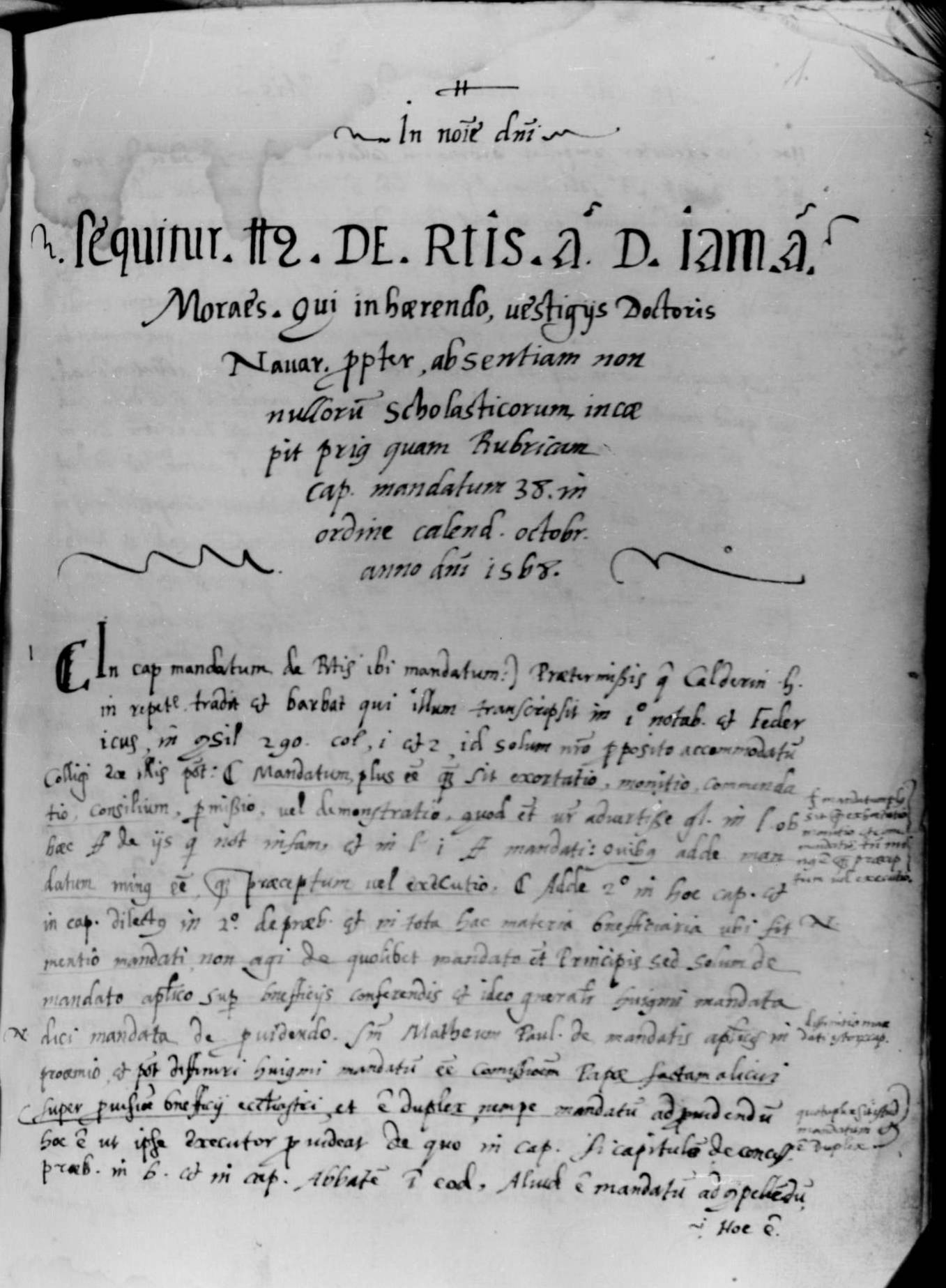
Repetitio ad D. 41.2, manoscritto, XVI secolo. Real Biblioteca del Monasterio de San Lorenzo de El Escorial

- Propostas contra a Tradição, 1616.
- Tres Tratados contra a Tradição, 1622.
- Tratado sobre a alma do homem, 1623.
- Exame das tradições phariseas, 1624.
- Exemplar humanae vitae, 1687.

### Manoscritti
- Repetitio ad D. 41.2, XVI secolo, El Escorial, Real Biblioteca del Monasterio de San Lorenzo de El Escorial, Manuscritos latinos, K.II.2,  ff. 522-550.